# Death Valley (film, 1968)
 (décembre 2017).
Si vous disposez d'ouvrages ou d'articles de référence ou si vous connaissez des sites web de qualité traitant du thème abordé ici, merci de compléter l'article en donnant les références utiles à sa vérifiabilité et en les liant à la section « Notes et références ».
Pour plus de détails, voir Fiche technique et Distribution.
Death Valley (斷魂谷) est un film hongkongais réalisé par Lo Wei et sorti en 1968. 

## Histoire
Chiu Chien-Ying, l'héritière présomptive d'un clan martial basé dans la vallée de la Mort éponyme, doit protéger son héritage menacé par les coutumes patriarcales et misogynes de son milieu socio-professionnel en adoptant des mesures radicales à l'encontre du principal représentant de ce dernier et de ses sbires.

## Fiche technique
- Titre original : Death Valley
- Réalisation : Lo Wei
- Scénario : Lo Wei
- Direction des combats : Han Ying-chieh
- Musique : Wang Foo Ling
- Société de production : Shaw Brothers
- Pays d'origine : Hong Kong
- Langue originale : mandarin
- Format : Couleurs - 2,35:1 - Mono - 35 mm
- Genre : wuxiapian
- Durée : 94 min
- Date de sortie : 1968

## Distribution
- Angel Yu Chien : Chiu Chien-ying
- Yueh Hua : Chiu Yu-lung
- Chen Hung-lieh : Jin Fu
- Lo Wei : maître Chiu, un phallocrate
- Li Kun
- Sammo Hung : un spadassin du manoir Chiu